# Деревинноволокниста плита середньої щільності

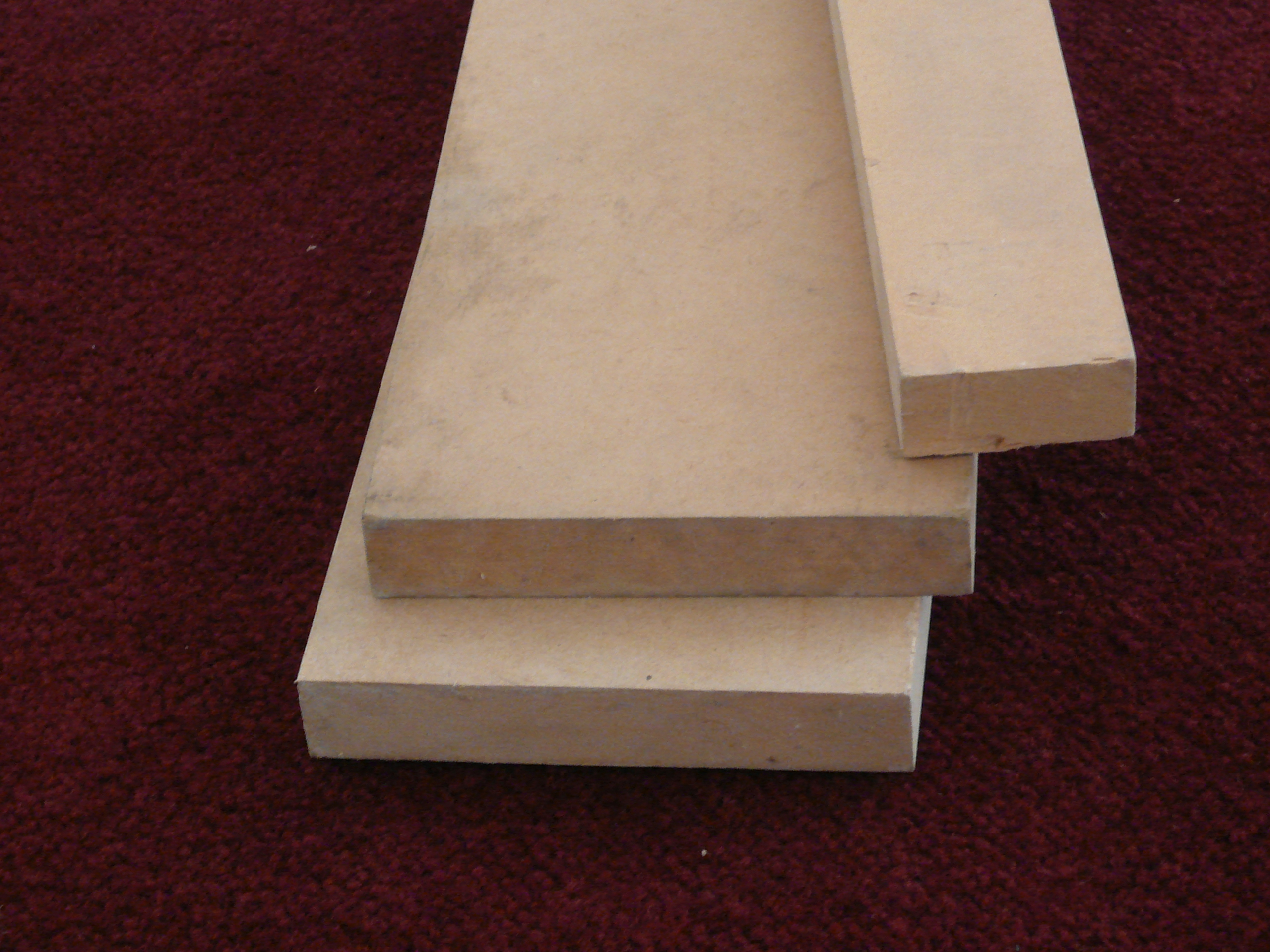
Зразки МДФ

Деревинноволокниста плита середньої щільності (МДФ, англ. medium-density fibreboard, MDF) — листовий композиційний матеріал, вироблений з дуже дрібної деревної тирси. Призначений на вирубку ліс та відходи деревообробки перемелюють до невеликих кубиків (чипсів), піддають обробці парою під високим тиском, подають на обертові диски дефібрера (терочної машини). Весь перетертий матеріал відразу надходить на просушування і подальше склеювання. Частинки дерева скріплюються лігніном і парафіном, тому МДФ можна розглядати як екологічно чистий матеріал.
Поверхня МДФ рівна, гладка, однорідна, щільна, все це робить зовнішню обробку плит надзвичайно простою. Листи з МДФ можуть бути від 4 до 22 мм.
Цей деревинний матеріал найширшим чином застосовується для виготовлення меблів, ламінованих підлог, дверей та погонажних виробів.

## Дивись також
- Орієнтовано-стружкова плита (ОСП)
- Деревинностружкова плита (ДСП)
- Деревинноволокниста плита (ДВП)